# Coleophora ramitella
Coleophora ramitella é uma espécie de mariposa do gênero Coleophora pertencente à família Coleophoridae.